# Миранда де Ебро
Миранда де Ебро (шп. Miranda de Ebro) град је у Шпанији у аутономној заједници Кастиља и Леон у покрајини Бургос. Према процени из 2017. у граду је живело 35 922 становника.

## Становништво
Према процени, у граду је 2017. живело 35 922 становника.
| 1970.  | 1980.  | 1990.  | 2000.  | 2011.  | 2017.  |
| ------ | ------ | ------ | ------ | ------ | ------ |
| 34.092 | 37.026 | 36.525 | 35.621 | 38.930 | 35.922 |

## Партнерски градови
- Вјерзон